# Artibeus
Artibeus — рід родини листконосові (Phyllostomidae), ссавець ряду лиликоподібні (Vespertilioniformes, seu Chiroptera).

## Поширення
Зустрічаються в тропічних регіонах Центральної і Південній Америки і частково на Карибських островах. Займають різні місця проживання і розповсюдженні як в лісах так і на луках.

## Морфологія
Досягають довжини тіла 5-10 см і ваги від 10 до 85 грамів. Їх хутро коричневого або сірого кольору зверху, низ світліший. У деяких видів на обличчі є світлі смуги. Хвіст відсутній. Вуха загострені.

## Життя
Ведуть нічний спосіб життя. Спочивають в печерах, будинках та інших укриттях. Більшість видів живуть у великих групах. У раціоні в основному фрукти, крім того, вони також беруть пилок і комах.

## Відтворення
У Artibeus jamaicensis період вагітності зазвичай 112–120 днів, але станом спокою строк може бути продовжений до 180 днів. Як правило, народжується одне дитинча. Лактація триває, приблизно, два місяці. Статева зрілість досягається у вісім-дванадцять місяців. У неволі ці тварини можуть жити більше десяти років.